# Сапотитлан (Пуэбла)
Сапотитлан (исп. Zapotitlán) — муниципалитет в Мексике, входит в штат Пуэбла.

## История
Город основан в 1895 году.